# Vincent (Alabama)
 Vincent, Alabama és una població dels Estats Units a l'estat d'Alabama. Segons el cens del 2000 tenia 1.853 habitants.

## Demografia
Segons el cens del 2000, Vincent tenia 1.853 habitants, 740 habitatges, i 546 famílies La densitat de població era de 37,9 habitants/km².
Dels 740 habitatges en un 33,4% hi vivien nens de menys de 18 anys, en un 57,6% hi vivien parelles casades, en un 12,3% dones solteres, i en un 26,1% no eren unitats familiars. En el 24,1% dels habitatges hi vivien persones soles el 9,3% de les quals corresponia a persones de 65 anys o més que vivien soles. El nombre mitjà de persones vivint en cada habitatge era de 2,5 i el nombre mitjà de persones que vivien en cada família era de 2,97.
Per edats la població es repartia de la següent manera: un 25,3% tenia menys de 18 anys, un 7,9% entre 18 i 24, un 30% entre 25 i 44, un 23,5% de 45 a 60 i un 13,3% 65 anys o més.
L'edat mediana era de 37 anys. Per cada 100 dones hi havia 88,7 homes. Per cada 100 dones de 18 o més anys hi havia 87,7 homes.
La renda mediana per habitatge era de 35.045 $ i la renda mediana per família de 41.250 $. Els homes tenien una renda mediana de 30.709 $ mentre que les dones 23.750 $. La renda per capita de la població era de 16.412 $. Aproximadament l'11% de les famílies i el 14,1% de la població estaven per davall del llindar de pobresa.

## Poblacions properes
El següent diagrama mostra les poblacions més properes.